# Боа (остров)
Остров Боа (англ. Boa Island, ирл. Inis Badhbha, «остров Бадб») — остров, расположенный у северного берега Лох-Эрн, в графстве Фермана Северной Ирландии, в 25 километрах от города Эннискиллен.
Это самый большой из островов Лох-Эрн, примерно в 8 километров в длину, относительно узкий. Мосты соединяют остров с материком — с замком Калдвелл с одной стороны, и деревней Кеш с другой.
На острове расположены резные монументы и кладбище. В 1939 году на остров Боа были перемещены резные фигуры с острова Листмор. Самый старый из монументов острова — каирн у моста Инишкира (Inishkeeragh Bridge) рядом с южным концом острова.

## Название острова
Бадб («Ворона») — богиня войны в ирландской мифологии. Принимает образ чёрной вороны (например, севшей на плечо Кухулину, когда он погиб в битве) или волка и входит в триаду богинь войны кельтов (Бадб, Морриган и Маха).

## Каменные фигуры
Две несвязанные друг с другом резные каменные антропоморфные фигуры с острова Боа и с острова Листмор сейчас находятся на кладбище Калдра (Caldragh). Самое кладбище — раннехристианское (400—800 гг.). Обе фигуры были сильно повреждены к моменту нахождения. Над фигурами для защиты от непогоды протянут тент, сами фигуры, вероятнее всего, являются языческими божествами.
Бо́льшая из двух фигур — двулика и двукорпусна (за что прозвана фигурой Януса, в честь римского двуликого бога; однако, она не представляет собой этого бога); это самая загадочная и удивительная фигура из найденных в Ирландии. Может быть, это фигура богини, давшей острову название. Фигура насчитывает 73 сантиметра в высоту и 30-45 в ширину. Лики по бокам переплетаются, что может считаться за изображение волос, рты приоткрыты, над заострённым подбородком немного высовывается язык. У фигуры нет шеи, плечи сутулы, руки скрещены на поясе; фигура заканчивается на пояснице. Нижняя часть фигуры была отломана в неизвестное время в прошлом, и недавно, полусожжённая, была найдена неподалёку от фигуры.
Нобелевский лауреат, поэт Шеймас Хини в своей поэме January God озвучивал версию о том, что фигура является Янусом; у пещеры Кромма в мультфильме «Тайна Келлс» появляются похожие статуи.
Серию древних резных антропоморфных фигур на двух крошечных островах в Северной Ирландии — острове Боа и Белом острове обычно называют фигурами Януса, поскольку большинство из расположенных древних памятников на острове Боа имеет две грани и напоминают римское двуглавое божество — Януса. Они считаются самыми загадочными и замечательными каменными фигурами в Ирландии. Таинственные статуи, напоминающие языческие божества, иногда содержат христианские символы, что отражает слияние двух религий.
На Боа фигуры были вырезаны примерно за 800 лет до их появления на соседнем острове, они имеют все черты языческого кельтского искусства: голова сильно увеличена по отношению к телу, что подчеркивает духовные качества человека, в то время как земные детали его существования сведены к минимуму.
В кельтской культуре головы крайне важны, так как в них сохраняется душа после смерти. Фигура с острова Листмор, расположенного южнее острова Боа, была найдена также на раннехристианском кладбище и перенесена на Боа в 1939 году. Она беднее визуально, её высота — 70 см.
Причины изготовления фигур и их датировка не вполне ясны. Они могли быть частью древних святилищ, или могли быть творением ранних христиан, совмещавших свои старые языческие представления с новой религией. В коллекции Собора святого Патрика в Арме есть ещё две двуликие фигуры, из немецкого Хольцгерлингена и идол Тандраги. Вероятно, фигуры относятся к железному веку Британии; однако, на фигуры этого типа богаты раннехристианские места вокруг Лох-Эрн. Например, на Белом острове, что в 5 километрах на юго-восток от острова Боа, есть собрание подобных фигур, более примитивно выглядящих, хотя они относятся к раннехристианскому периоду.